# Arisaema dracontium
Espèce
Classification APG III (2009)
Statut de conservation UICN

 EN  : En danger
Arisaema dracontium, ou Arisème dragon, est une espèce végétale de la famille des Araceae.

## Description

### Appareil végétatif
Cette plante herbacée vivace a une hauteur variable, pouvant atteindre 110 cm de hauteur. Ses parties souterraines comprennent un corme globuleux dont le diamètre peut atteindre 8 cm, garni de petits bourgeons formant des protubérances charnues et contenant un suc irritant. La tige feuillée, unique, ne porte qu'une seule feuille découpée en 3 à 20 folioles à disposition pédalée. La longueur des folioles varie entre 8 et 25 cm.

### Appareil reproducteur
La floraison a lieu en été, en général en juin-juillet.
L'inflorescence est un spadice, comme chez toutes les Araceae. Le spathe est verdâtre et l'épi se termine par un appendice fin, orangeâtre, qui dépasse très largement le spathe.
Les fruits sont des baies rouge vif, de 5 à 10 mm de diamètre, contenant chacune de 1 à 6 petites graines blanchâtres, crème, ou jaunâtres.
La reproduction sexuée a un faible taux de réussite, il y a davantage de réussite par multiplication végétative à partir de la production d'un deuxième corme, qui donnera un individu identique à l'individu parental.

## Répartition et habitat
Cette espèce est originaire de l'est de l'Amérique du Nord, aux États-Unis et au Canada. Sa limite sud va du Texas à la Floride, sa limite ouest du Texas à l'Ontario, et sa limite nord de l'Ontario au Québec.
La répartition de cette espèce au Québec est localisée, le long du fleuve Saint-Laurent, du lac Saint-Louis, au sud de Montréal, jusqu’au lac Saint-Pierre, au nord-est de la même ville, et le long de la rivière Richelieu, au nord de Saint-Jean-sur-Richelieu.
Cette espèce ombrophile vit dans les plaines inondables ou sous le couvert de forêts humides, souvent sur sol argileux ou mal drainé.

## Statut et protection
Cette espèce est classée au Canada dans la catégorie "Préoccupante". Aux États-Unis, son statut est "espèce menacée" dans le Massachusetts et le Vermont, "espèce en danger" dans le New Hampshire et "espèce vulnérable" dans l'état de New York.